# Cuo-ťiang
Cuo-ťiang (čínsky pchin-jinem Zuǒjiāng, znaky 左江; česky Levá řeka; vietnamsky  Tả Giang) protéká oblastí Kuang-si ve středojižní Číně. Vzniká u Lung-čou soutokem řek Bằng a Kỳ Cùng a následně se u Nan-ningu slévá s řekou Jou-ťiang („Pravá řeka“) do řeky Jung-ťiang. Tyto řeky jsou součástí povodí Perlové řeky, která se u Kantonu vlévá do Jihočínského moře. Historicky řeka sloužila jako důležitá komunikační trasa pro města a vesnice v jejím údolí, které spojovala navzájem i s důležitými centry na severu a východě Číny a s jižními teritorii, které jsou nyní součástí Vietnamu. 